# 日本の蒸気機関車史

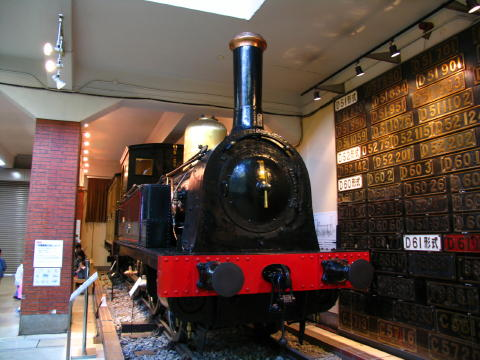
鉄道開業時に用意されたイギリス製の1号機関車

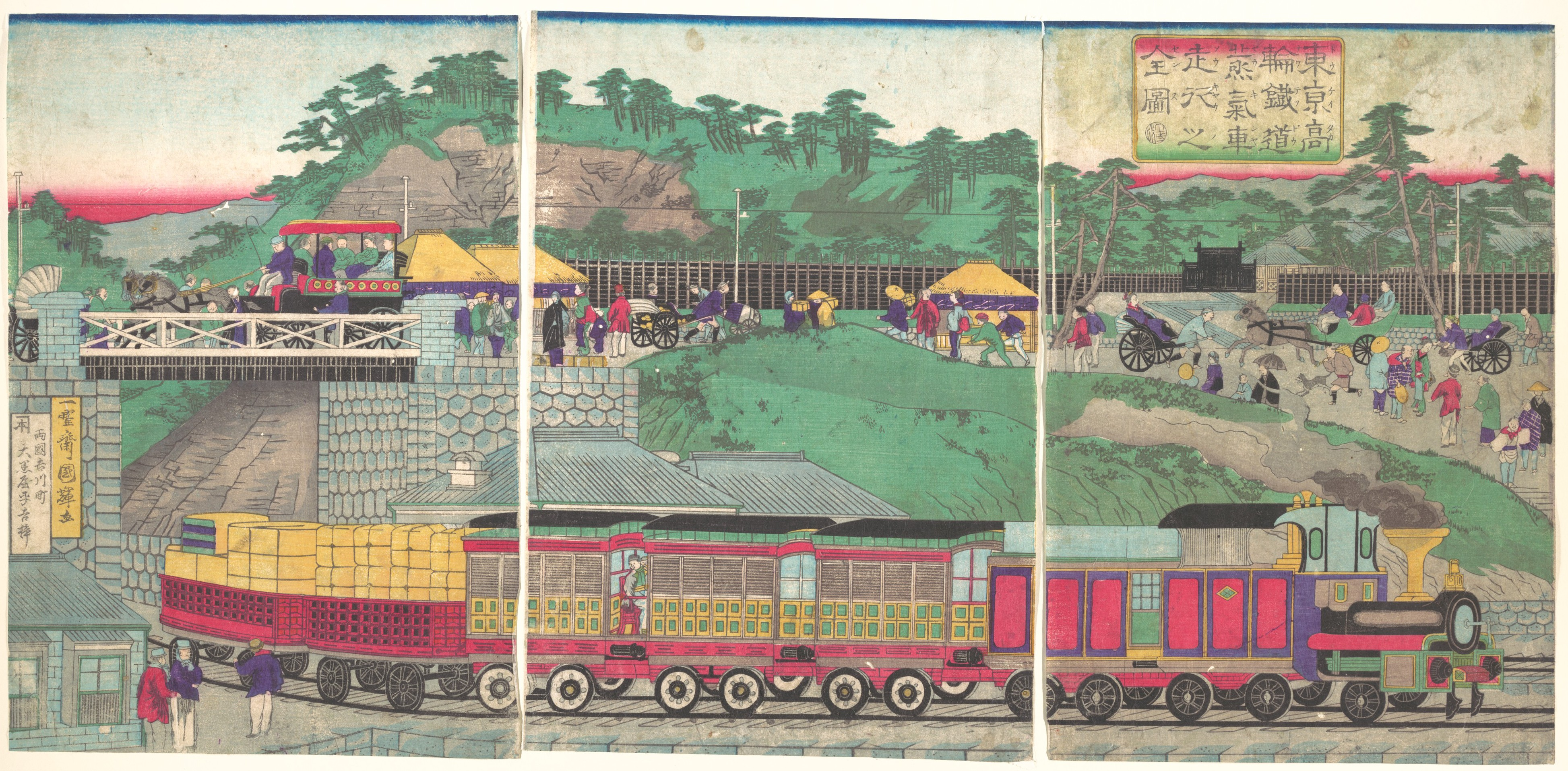
『東京高輪鉄道蒸気車走行之図』
歌川国輝（2代目） 1870年

日本の蒸気機関車の歴史（にほんのじょうききかんしゃのれきし）では、日本における蒸気機関車（SL）の歴史について記す。

## 鉄道創始について

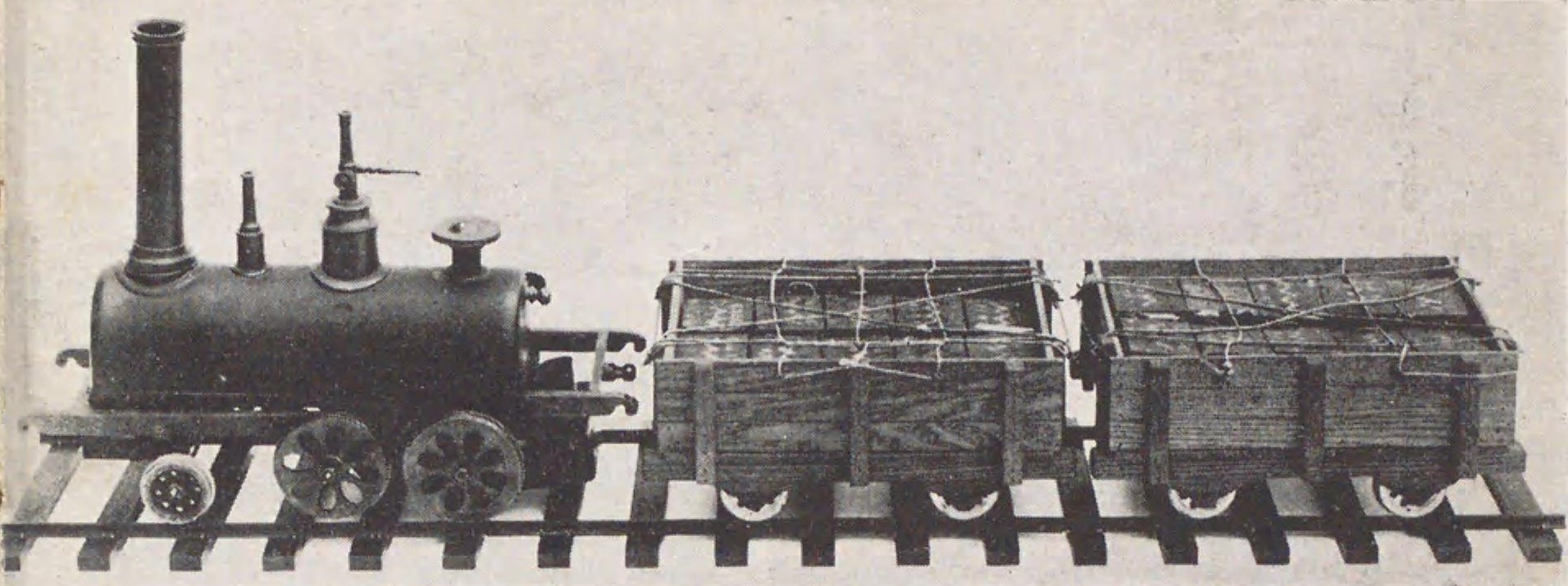
1853年に田中久重らが製作した蒸気機関車の雛型（公益財団法人鍋島報效会所蔵、鉄道記念物および佐賀県重要文化財に指定）

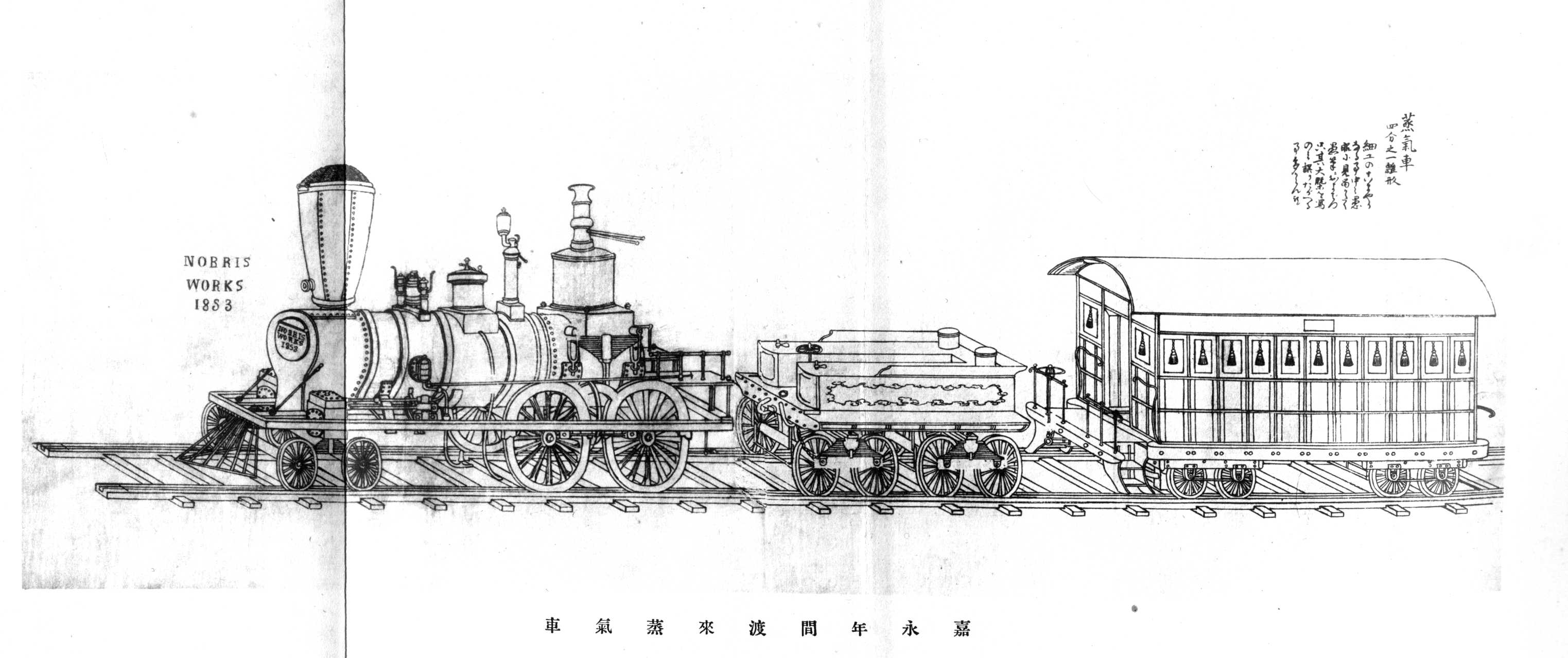
嘉永年間に伝来した蒸気車

日本では、実物の蒸気機関車よりも早く模型の蒸気機関車が登場した。江戸時代末期（幕末）に輸入または国内で製作された蒸気機関車は4台現存する（山口県立山口博物館所蔵の「ナポレオン号」など） 。1853年（嘉永6年）、ロシア帝国のエフィム・プチャーチンが来航し、蒸気で走る模型を披露した。翌1854年（嘉永7年）、米国艦隊を率いて日本を訪れたマシュー・ペリー（黒船来航）が、江戸幕府の役人の前で模型蒸気機関車の走行を実演した記録がある。国内産としては、1853年（嘉永6年）または1855年（嘉永8年）、佐賀藩の精錬方であった田中久重、中村奇輔、石黒寛二らによって、外国の文献を頼りに軌間130 mmの蒸気機関車や、蒸気船の雛型（模型）が製作された。また、加賀国の大野弁吉が蒸気機関車の模型を作った記録がある。前述のナポレオン号は、長州藩の中島治平が長崎で購入したか、木戸孝允がフランスの首都パリで購入したと伝えられる。これらの機関車は2003年（平成15年）に国立科学博物館で開催された江戸大博覧会で展示された。佐賀藩以外にも宇和島藩で伊達宗城が蒸気船の模型を、軍学者である大村益次郎と提灯屋の嘉蔵（前原巧山）に作らせたとする記録がある。このように日本では実物よりも先に模型の方が完成したことにより、実物の導入以前に蒸気機関の原理や構造への理解が既に習得されていた。

### 創業期の蒸気機関車
日本の最初期の蒸気機関車は、1872年（明治5年）の新橋（位置は現在の汐留駅） - 横浜（同桜木町駅）間の開業用として、英国から輸入した5形式の10両であった。 鉄道建設の第一次計画は、明治維新後に新しく首都になった東京と京阪神を結ぶ幹線とし、東京 - 名古屋間のルートは、外国軍艦の艦砲射撃を受けやすい海岸線を避けたうえで、長野県など内陸地域の開発につながる中仙道経由（中山道幹線）が当初は計画されていた。新橋 - 横浜間は、幕末以来の国際港である横浜と東京を結ぶ役割があったが、日本列島を広域でつなぐ幹線鉄道の位置付けではなかった。最初期の蒸気機関車は30 km足らずの短区間の運用のため、燃料としてくべる石炭と、水蒸気となる水の積載量が少ない小型タンク機だった。予想の輸送量･列車編成と蒸気機関車の性能などはイギリス人技師によって決められたが、開業後の運輸実績はほぼ計画に合ったもので、蒸気機関車の機構・性能も当時の世界の水準と比較してもほぼ平均的で､ 小型の客車約10両編成列車の牽引に見合ったものだった。
北海道の開拓に熱心であった明治政府は、北海道で採れる石炭や農産物などの輸送を担う鉄道の建設を進め、鉄道網拡大による国内開拓の経験を持つ米国に指導を依頼していたため、新機軸を盛り込んだ米国ポーター社製機関車を輸入（後の鉄道国有化時に7100形という形式番号を与えられた。開拓使が移転して北海道の中心となった札幌の札幌駅と、北海道中部の玄関である小樽港に面する手宮駅を結ぶ官営幌内鉄道が1880年（明治13年）に開業した。ポーター社製車両の多くは、蝦夷地と呼ばれた時代の北海道に史実・伝説でゆかりがある人物にちなむ愛称がつけられていた。これらのうち「義経（義經）」号、「弁慶（辨慶）」号、「しづか」号は現存しており、このほか「比羅夫」号、「光圀」号、「信広（信廣）」号があった。

## 東海道線と私鉄の開業

### 東海道線の全通
後に東海道線で東京とつながる京阪神や中京地区では、それぞれ鉄道建設が進んだ。1881年（明治14年）開業の東海道線大津駅 - 京都駅間の25 ‰勾配線区間（後年にルート変更）用として、1800形が輸入され、平坦区間の列車をそのままの編成で牽引した。路線の延伸に応じて、1886年（明治19年）には400形が輸入された。手頃な性能であり、同時期の主力機として各国からほぼ同一仕様で輸入され、私鉄用も含めて214両に達した。
東西の両拠点とされる東京と大阪を結ぶ幹線の鉄道を中仙道ルートとする当初の計画は、実際にルート選定の測量を行い建設の準備を進めてみると、山岳地域での工事は容易でなく、また開通後の輸送力も急勾配に制約されることが判明した。そのため、1886年（明治19年）になって東海道ルートに急変更され、東西から建設を急ぎ、1889年（明治22年）に待望の東海道線の全区間が完成した。鉄道創業以来17年、計画を決めてから20年の長年月を要した。

### 九州、四国で鉄道開業
北海道の鉄道が米国製機関車で開業したのに対して、九州と四国はドイツ型で発足した。筑豊炭田など九州北部の炭鉱開発にドイツの技術を導入した経緯があって、九州の最初の鉄道 はドイツ人技師のヘルマン・ルムシュッテルの指導を受けて、1889年（明治22年）に最初の区間の博多駅 - 千歳川仮停車場（久留米駅の筑後川対岸）間が開業した。したがって、最初に使用された機関車は45形と10形だった。この最初の九州鉄道は資金不足のために、曲線や勾配の多い低規格路線となり、新橋 - 横浜間の鉄道創業から17年も経ていながら、低性能の蒸気機関車であった。しかし開業後に利用も増加し、線路の改良とともに、高性能の標準機関車を採用した。
四国最初の鉄道は、1888年（明治21年）に開業した、松山市近郊の伊予鉄道で、軌間762 mmの軽便規格であった。四国の本格的な鉄道は、翌1889年（明治22年）丸亀駅 - 琴平駅間に開業した讃岐鉄道で､ 九州鉄道と同じくドイツ人技師の指導を受け､最初の60形はホーエンツォレルン社製で、鉄道の創業機とほぼ同じであった。

## 鉄道伸長期
新橋 - 横浜間の創業から20年間で2,000 km足らずであったが、その後13年間に6,000 kmも増える急伸長で、全国の主要幹線と目される線区はこの期間にほぼ完成した。特に日清戦争後の鉄道の発展ぶりはめざましく、鉄道キロの伸長もあって、旅客が4.7倍､ 貨物が27倍の激増であった。そのため、戦後は輸送力の増強改善が積極的に採り上げられた。
本州の蒸気機関車はイギリス型のみだったが、アメリカ・ドイツも進出し、また各私鉄がそれぞれの輸送事情の選定と先進国からの積極的な売り込みもあって 購入したため、世界の代表的車両メーカーのほとんどの機関車が揃うほどの多形式にわたった。
1899年（明治32年）に東海道線、1891年（明治24年）に日本鉄道により東北線上野 - 青森間、1894年（明治27年）に山陽鉄道が広島に達して、長距離列車が多くなった。より高性能の機関車が求められた。列車のスピードアップが著しく、1894年（明治27年）に山陽鉄道は神戸 - 広島間に、我が国最初の急行列車（8時間47分、表定速度34.7 km/h）を設定した。山陽鉄道は並行の内航海運との競争もあって、列車のスピードアップとサービス改善には積極的で、優れた線形（曲線半径は300 m以上、勾配率は瀬野 - 八本松間を除いて10 ‰以下）を生かして、最初の急行列車の運行となった｡ 次いで、官鉄でも1896年（明治29年）に新橋 - 神戸間に急行列車（17時間22分、表定速度34.8 km/h）が設定され、 在来の各停列車より3時間も短縮した。
本格的の総合車両メーカーとして、1886年（明治19年）に汽車製造が大阪で設立され、同年に後年総合車両メーカーになった日本車輌製造が名古屋で発足した。鉄道国有化後の1908年（明治41年）に、川崎造船所が専門の車両工場を設立して総合車両メーカーに参加した。しかし、基礎技術について自信を深めるには明治の末まで待たねばならなかった。また車軸など特殊な鋼製部品の国産化は第一次世界大戦による輸入品途絶後になった。
明治の終わり頃、アメリカが機関車の運行距離を延長して機関車一両当りの運行キロを延長することにより、所要機関車両数を減少して経費の節約をしていることが注目され研究もされた。だが、当時の機関車はタンク機関車が多く、テンダ機関車も小形であったため実施の運びは到らなかった。悲願であった米国流儀が主流となるのは大正時代に入り、優秀な機関車が登場してからであった。

### 蒸気機関車の性能改善
創業期から蒸気機関車はほとんどがイギリス型のみだったが、1890年（明治23年）に官鉄がアメリカのボールドウィン社より勾配線用として1C形の8150形を輸入したのが、本州で最初のアメリカ型機関車であった。丁寧な工作と中庸を得た性能をモットーとしたイギリスに比べ、アメリカ型は荒削りの品質ながら、保守のしやすさ、余裕の性能などが特徴であった。開拓の進捗と産業経済の飛躍による鉄道の急速な発展期にあり、互換性方式の大量生産と価格の割安によって販路を海外へ拡大し日本に進出した。1897年（明治30年）の増備機の内訳では、イギリス型は6200形のみで、その他はすべてアメリカ機が進出した。
それまで小型機関車が2軸客車を牽引する列車が多かったが、高速性能のテンダー機関車が牽引する乗り心地のよいボギー客車の旅客列車が増えた。従来の軸配置1B1タンク機を主力としていた一般形式の改善を計るため、幹線の旅客用として1893年（明治26年）以降に、5500形が日本鉄道と官鉄に採用された。従来の炭水容量の少なく動輪径の小さいタンク機では要請に応えられず、動輪径の大きい走行性能の優れた2B形テンダー機によって列車はスピードアップした。

### アプト式蒸気機関車
関東と日本海側を結ぶルートとして信越線の建設を進めていたが、横川 - 軽井沢間は約10 kmの距離で標高差が552 mの急峻な地形のため、路線の選定に苦心し、窮余の隙して導入されたのが、ドイツのハルツ山鉄道で1885年（明治18年）に開業していたラックによるアプト式蒸気機関車による方式で、67 ‰勾配のルートを採用した。そのため機材はドイツより輸入し、1893年（明治26年）開業時に投入されたのが､本州で最初のドイツ機のエスリンゲン社製アプト式3900形で、1908年（明治41年）に3両追加した。トンネルが26も介在して特に運転室は乗務員が煤煙と熱気に悩まされ、 蒸気機関車の整備保守も複雑な機構のため容易でなかった。
当時の信越線は関東地域と日本海側を結ぶ唯一の路線で、ドイツ機のほかに後にイギリス機12両（ピーコック社製）と国産機6両（汽車製）が加わって25両が就役したが、小単位と低速の輸送力では間もなく行き詰まり、打開策として本区間は我が国最初の電化に選ばれ、アプト式蒸気機関車は17年の運転で1910年（明治43年）に後継の電気機関車に使命を譲った。

### 国産化の模索

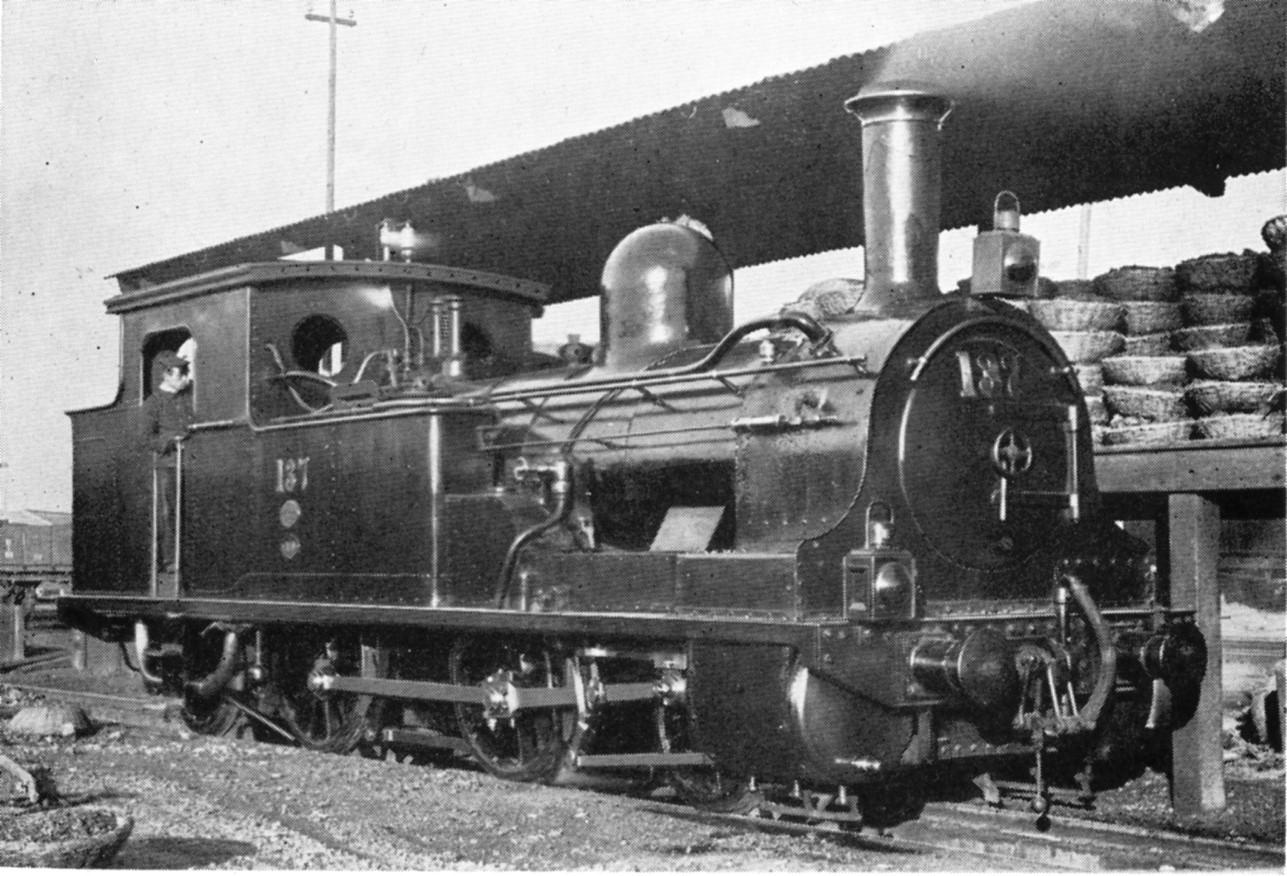
日本初の国産機関車860形

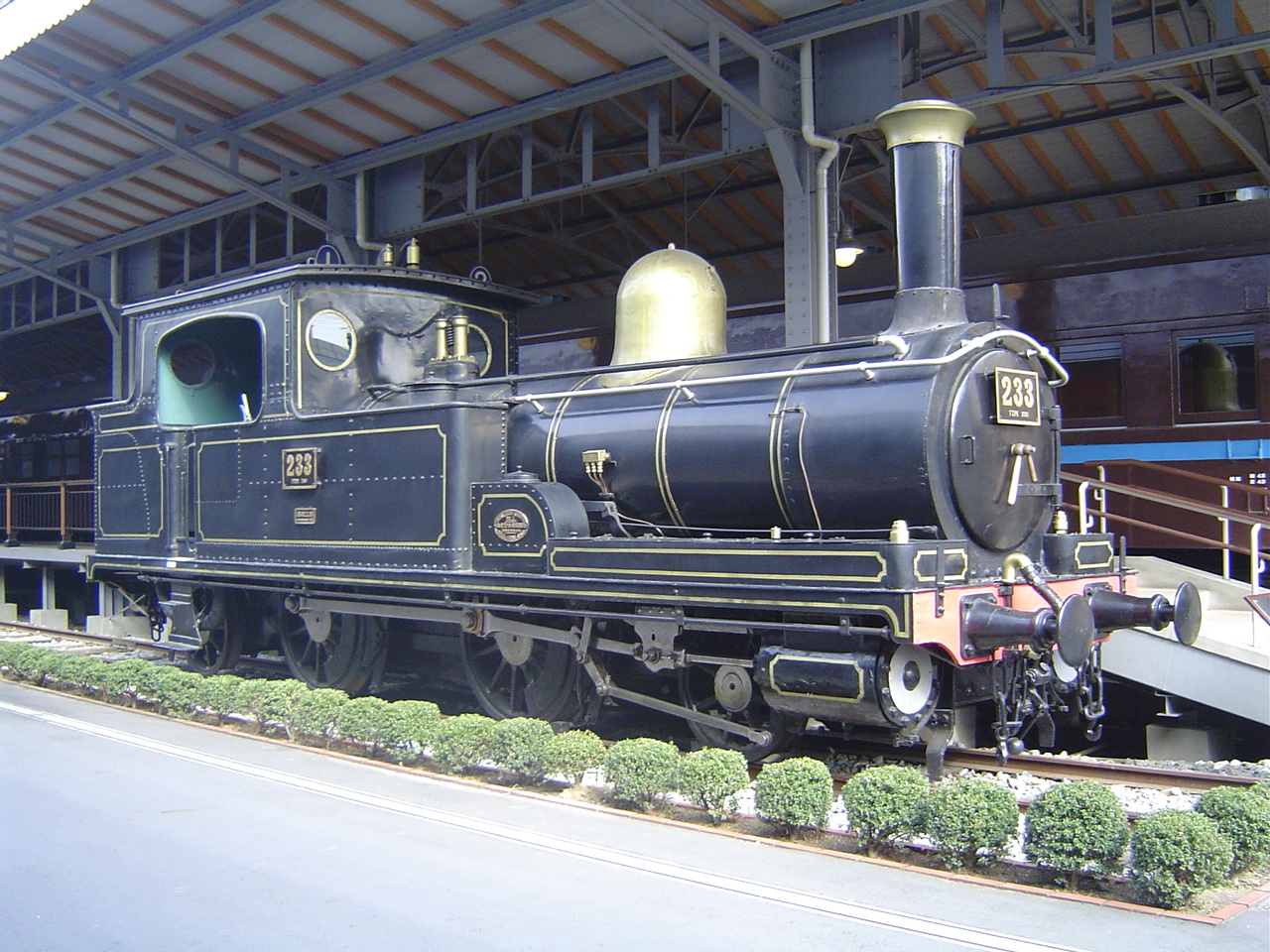
最初期の国産蒸気機関車230形

1893年（明治26年）にイギリス人技術者の指揮の下、日本初の国産機関車である860形（A9形）が鉄道庁神戸工場で製造された。
そして1902年（明治35年）には汽車製造がイギリス製のA8形を模倣して230形（A10形）を量産している。
複式蒸気機関車は動力効率が高いとして当時先進国で採用され始め、山陽鉄道や関西鉄道の輸入機にも採用されたが、勾配や曲線が多く、連続して同一割合の蒸気を消費するような運転が少ないため、実際の運転では複式蒸気機関車に期待される高い効率を得るのは困難であった。また強い引力を必要とする発車時や急勾配では、単式として扱わねばならないなどの運転操作上の難しさもあって、左右高低圧の複式機関車は一部形式のみの使用に終わった。
大阪の東近郊の各線と大阪 - 名古屋間を結ぶ路線をもった関西鉄道は、1898年（明治31年）に6500形を輸入して、並行の官鉄の東海道線に対抗した。

### B6形の大量増備
英、米、独の著名メーカーのほとんどの蒸気機関車がそろい、私鉄での採用もあって形式数の非常に多かった明治の蒸気機関車の中で、旅客用2B形テンダー機とともに主力貨物用となったのがB6形であった。

### 性能強化とD形機の登場
B6形の増備と並行して、1900年（明治33年）前後には官鉄、私鉄とも輸送の強化改善を図るため、より高性能の6400形が2B形の強化機として輸入され、これ以降はアメリカ機の進出が激増した。在来機に比べて牽引力は変わらないが､ボイラーが一回り大きくなり出力に余裕をもたせた。1906年（明治39年）から設定された急行列車の牽引機に選ばれ、山陽鉄道、関西鉄道、日本鉄道などでも採用された。
動輪上重量を増加させるため動輪数を増やし、北海道炭鉱鉄道が炭鉱の出炭増加と開拓の進展に対応するため、1893年（明治26年）以降に我が国最初のD形機の9000形を購入した。
1897年（明治30年）に日本鉄道がボールドウィン社より9700形を輸入した。ボールドウィン社は低カロリーの豆炭を使うため広火室を採用、1D1の輪配置とし、この軸配置を発注した日本の天皇に因んでミカド形と命名した。鉄道輸送が盛んになるのに対応して、牽引力が優れ、ボイラー出力の強化が可能なこの軸配置の蒸気機関車は､貨物用の主力機として世界的に普及した。後年の国産標準形貨物機D50形・D51形・D52形に継がれた。明治の最強の機関車として、改良前の東北線の勾配区間や貨物列車牽引に使用されたが後に過熱式の9600形の誕生により、早期に廃車された。

## 車両の標準化と国産の推進
私鉄の国有化が1907年（明治40年）に完了。産業経済の発展と運輸の疎通により鉄道輸送の伸びは順調で、第一次世界大戦による輸入途絶もあって車輌の国産化が軌道に乗った大正前期までの期間は、鉄道車両の発展のみにとって一つの節目であった。
鉄道が国有化され、全国の主な17の私鉄が編入されて営業キロが7,153 kmの2.8倍に増えた。移管により主力の蒸気機関車の保有は一挙に約2倍の2,305両となり、形式数が187種類にも及び、運用、取扱、保守の合理化を大きく阻害した。そのため部品の標準化が重点的に採り上げられ、次いで新製増備は標準設計車の国産を原則とする方針を確立した。例外的に先進国の技術を導入するため大型旅客機と勾配用機を大量に輸入した。
それまでの鉄道の動力方式は蒸気のみによっていたが､明治中期に京都市電で日本初の電気運転が採用され、その後急速に都市近郊の輸送に普及し始めた。信越線横川 - 軽井沢間（1997年〈平成9年〉に長野新幹線の開業で廃止）の67 ‰急勾配アプト区間は､蒸気機関車運転は低速で牽引定数が小さく、26のトンネル内の煤煙と熱気に悩まされ、抜本的対策が望まれていた。当時は先進国でも本線の電化の実績は少なく、電化の場合は発電所の建設も伴い経済性も低いため、電化に踏み切るのは至難であったが、鉄道院の初代総裁後藤新平の英断により本区間の電化が採り上げられた｡ ドイツから電気機関車を輸入し、火力発電所を横川に設置して1911年（明治44年）に電化開業した。
線路規格の低い軽便鉄道が全国の各地に建設され、機関車は輸入されていたが､やがて国産機関車も採用され､かなり普及した。 しかし利用の少ないための不採算とバスの拍頭により、短期のブームに終わった。

### 大量輸入
明治末期の急速に伸びた輸送需要に応える輸送力強化とともに、国産標準形蒸気機関車設計に反映させるためにも、当時、過熱蒸気の採用、設計・工作法の進歩などにより改良の著しかった先進諸外国の技術を導入しておくこととして、明治末年から大正期にかけて大量輸入したのが、C形急行旅客機の4形式、勾配用のマレー形機3形式、急勾配用タンク機の形式であった。

#### 急行旅客機
B型テンダー機を旅客用の主力としていたが、列車の編成やスピードアップの要請に応えられなくなったため新しく採用された。軸配置に2Cを選んだのは動輪上重量比率が有利で、イギリスなどで主力機として重用されているなどの理由であった。明治期の弁装置は専らスティブンソン式としていたが､そのころ欧米で普及し始めていた保守性の優れたワルシャート式を採用した。 受注の決まったのは、8800形、8850形、8700形、8900形であった。

#### マレー式機関車
マレー式機関車の輸入は、輸送上の隙路になっている急勾配区間の応急対策のためであった。国府津 - 沼津間（現在のJR御殿場線）の箱根越えは急勾配が連続しており、補助機関車（補機）の使用により辛うじて輸送力を確保していた。マレー形機は線路を強化しないままで、機関車の牽引力を増やして輸送改善と合理化を図ろうとするものであった。
訓練用として9020形、9750形、9800形、9850形が輸入された。これらは東海道線の箱根越えと、信越線長野 - 直江津間、関西線加太越え区間などに投入され、箱根越えの貨物列車は重連にB6形の補機をつけて600 tとして､平坦線区間の列車単位のまま直通でき、一定の改善成果をあげた。しかし動輪数が6軸の割に牽引力の強化が期待より低く、動輪2組の整備保守の負担も重く、動輪のフランジ摩耗が多い、13年に誕生した9600形の引力が上回るなどにより、マレー機の本格就役は10年余の短期間に終わった。マレー機の活用できる転用先を探すため、北海道で現地テストもされたが、9600形と比べて有利な点がないとして､ 転用が受け入れられなかった。

#### 急勾配専用機
ベルリンで在外研究していた島安次郎技師が､ドイツの山岳線でE形タンクが重用されている状況を視察しての進言により、試みに輸入したのが4100形であった。
一般線区の勾配率は最大25 ‰を標準規格としていたが、奥羽線福島 - 米沢間と肥薩線人吉 - 吉松間は険峻な地形のため33 ‰の急勾配で、開業時より機関車の選定に苦心していた奥羽線は9200形とB6形のようやく150 tしか牽引できない状況で増強の改善が要請されていた。4100形の功績は単機で従来の列車を牽引でき、燃料消費率も優れ、空転も少ないなど期待に あった。5動輪ながら、第1と第5動輪に横動をあたえ、第3動輪をブランジレスにて急曲線通過に支障なく、過熱式の採用ともあいまって好成績を収めたのであった。
好成績の4100形を基に、9600形と同様にボイラー嵩上（中心線高さ：2.28 - 2,563 mm）により広火室として出力を強化し、水槽容量を増加するなどの改善を図って1914年（大正3年）より国産したのが4110形で、奥羽線と肥薩線に投入され、輸送改善に貢献し、亀の子の愛称で耐用年数一杯に戦後まで重用された。

### 国産標準形の誕生
1907年に鉄道国有化がされると、機関車の保有量数は2305両、形式数が187にのぼり、1形式あたり平均7両と運用や運転、整備保守で極めて不利になり、形式の統一や部品の標準化が求められるようになる。
大正時代に入り、ようやく日本でのオリジナルの設計の幹線用蒸気機関車が登場し始める。その初期の成功例が貨物用の9600形であり、旅客用の8620形であった。両機関車の多くは国内民間メーカーで生産され、これをもって蒸気機関車国産化の体制はほぼ整ったといえる。特に9600形は、予定では1970年（昭和45年）までに淘汰されるはずであったが置き換えとなるディーゼル機関車の実用化が遅れたことで、引退してゆく後続形式を尻目に日本の蒸気機関車の終焉を見届けるほどの長命を保つことになった。

## 国産化の進展

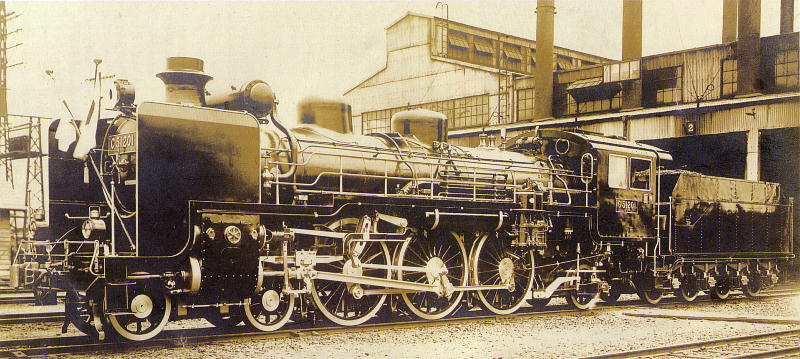
C51形蒸気機関車

大正初期に、最初の本格的な量産型国産機である9600形および8620形が成功したことで、以後国内向けの蒸気機関車は国産でまかなわれることになった。
第一次世界大戦後の好況による輸送量増大に伴い、鉄道省は蒸気機関車のさらなる性能向上と標準化を推進した。その結果、大型の旅客機18900形（後・C51形）および貨物機9900形（後・D50形）が大量生産され、以後第二次世界大戦後の1948年（昭和23年）までに、各種用途に対応する蒸気機関車が登場した。
これらの蒸気機関車は、一部の例外を除けば、概して実用上十分な信頼性・耐久性を備え、戦前・戦後の鉄道全盛期を通じて1976年（昭和51年）の全廃まで各所で活躍した。

## 他動力形式の模索と運用の革新
他種動力方式への注目は早く、1903年（明治36年）には島安次郎が高速電気鉄道研究協会の運転を見て鉄道電化の必要性と高速化の可能性を報告している。翌1904年（明治37年）8月に甲武鉄道が電車運転を開始すると、機関車の動力に電気を応用することが考えられた。水力発電により石炭の節約ができる、蒸気機関車と比べ電車や電気機関車の引き出しの速いこと、性能に勝る電気機関車を作り線路の輸送力を増加させられるなど利点が多く、蒸気機関車から電化への考えに至った。さらに、電化によって煙がなくなることは乗客や住民の望む所であり、トンネルの多い区間においては乗務員の労働環境改善につながった。これに加えて、蒸気運転は20世紀の乗り物とは思えない時代遅れとの意見もあり、1909年（明治42年）に電化調査委員会が設立された。
こうして、明治から大正にかけ電化計画が調査され、鉄道電化の方針が1919年（大正8年）に決定される。これは、無煙化による近隣住民と乗員乗客の環境改善と構造上非効率な蒸気機関車の淘汰による石炭節約と発電所開発による国力増強が目的であり、一部区間は経済効果を無視してでも電化すべきとされ当時としては画期的な計画であった。1922年（大正11年）には「大正17年（1928年）までに東海道本線の全線電化」が決定され、まず東京 - 国府津間および大船 - 横須賀間が電化されることになった。
だが、1923年（大正12年）に起きた関東大震災で工事が中断してしまい、既に着工されていた上記区間の電化が完了したところで計画は停滞状態となる。さらに東京 - 国府津間の電化のために一括してイギリスに注文した電気機関車の品質が悪く安全運転さえできない有様で、高価であることばかりが目立つ結果となり電化の実施を遅らせた大きな原因となっている。
1929年（昭和4年）度に一部計画を見直しの上で予算計上がされたが、世界恐慌の影響を受けた緊縮財政により再び工事は中断してしまう。自家発電の川崎火力発電所や信濃川発電所の建設を進め、電力の確保に努めるなどの進展もあったが、戦時下に入りこれらの計画は下火となっていった。
電化計画は遅れる一方であったが、蒸気機関車に追い風は吹かず気動車開発に重点が置かれるようになり、早くも1933年（昭和8年）には高速気動車の研究が開始されている。軸量の大きな蒸気機関車では、保線当局の反対から高速運転が不可能であり、鉄道の将来を考えるとディーゼルカーの開発は不可欠と考えられたためである。石油は船のために使用すべきで、鉄道は水力発電により電気運転を行うべきという意見もあったものの、一連の開発研究はキハ42000形やキハ43000形気動車の開発を経て、「超特急気動車」の構想も具体化しつつあったが、こちらも戦時体制に入り計画中止となった。
諸外国で進む蒸気機関車の技術革新は割に合わないどころか近代的な運用に向かず、日本への導入は蒸気機関車の分野においては「国産化」が達成されたとする大正期以降、ほとんど行われなくなっていた。
これは当時、日本の基礎工業力が低かったことによる。加えて、鉄道省で1920年代から1930年代にかけて動力車設計を主導した朝倉希一や島秀雄ら主流派技術陣は、電化やディーゼル化による近代化を考えていたこともあり、蒸気機関車の根本的な技術面での冒険を恐れ、ドイツ系、それも大径動輪をゆっくり駆動する、プロイセン流のやや旧式化した手法を踏襲した（ただし、1937年〈昭和12年〉に毎分340回転近くを想定した朝鮮鉄道660形を製造したことはある。）。
鉄道車両の高速運転実現に必要な理論解析、特に機関車の振動への考察に欠け、この問題は第二次世界大戦後、鉄道総合技術研究所へ空技廠で航空機のフラッター対策を研究していたスタッフが加入するまで、ほとんど等閑に付された。
なお高速運転には軌道面の整備も必要であり、こちらは輸送量増加で保線作業の間合いが取れず、施設特に軌道面の近代化は鉄道車両以上に遅れていた。東海道本線ですら電化完了後の調査では、20年以上も使用しているレールが50％（1,299Km）に及び12メートルの短縮レールが多く占めており、レール破損で列車を止めることがしばしばあったという。
もっとも、英国などを中心に見られた動輪を高速で駆動する手法は、軸焼けやクランクの熔解に悩まされ続けたLNER A4形蒸気機関車、高速運行で良好な成績を残しながら走行装置の摩耗損傷からそれを禁止されたイギリス国鉄9F形蒸気機関車などの例もあり、現場の労力や国家の工業力から見て正しかったかどうかは不明である。さらに、大径動輪をゆっくり駆動する手法は戦後の各国にも見られ、例えば1,750 ㎜動輪で100 ㎞/hを想定した機関車はポーランドOl49やチェコ475.1などが存在し、客観的に見て本当に旧式化した手法であったかも不明である。チェコは回転数の向上にも関心があり複式3気筒で1624mmで2気筒1750mm動輪と同等の性能を目指したが振動が酷く、運転にかかわる人員と整備にかかわる人員の負担が大きくなる問題に直面したため実用を断念している。
1930年（昭和5年）ごろからディーゼルや電化技術が必須となる兆しがあったにも拘らず、蒸気機関車の開発を続けたナイジェル・グレズリーをはじめとする技術者たちは先見の明のなさを酷評されている。イギリス大手私鉄であるLNERでは蒸気機関車1台に専属の人材を厳選し、自分の所有物として忠誠心と誇りを持たせることによって運用が成り立っていたが、機関車を効率的に使い走行距離を伸ばすことに失敗した。運用が難しい機関車を作ったことで会社全体の財政に影響を与えたばかりか効率まで低下させてしまい、財政的・投資的な要因だけではなく技術的・工学的な欠点を生じさせLNERの政策を大きく制限する代償と犠牲が生じた。同じように、フランスでは特に運転が難しい自国の陳腐な作りの機関車は効率の良い運転ができず走行距離は1日80kmに届かない有様であった。戦後にフランス国鉄141R形蒸気機関車の輸入を進め、自国機関車の廃車を進めたたことで効率的な運用をようやく達成している。
こうした運用効率では、逆に国際水準を凌駕しており昭和14年には機関車と乗務員の運行は全面的に別個のものとした。
従業員数と輸送量における諸外国との比較も行われ、昭和13年には100万トンキロ当たりの人員は、アメリカ2.1人、イギリス9.9人、ドイツ5.7人、日本4.7人とすでにモータリゼーションが完了していたアメリカを別格として少人数での運用が可能となっている。
部品の統一も行われ修繕の合理化ができ、修繕日数の短いことでは世界一の折紙が付けられ、修繕サイクルの効率性は1930年代にソビエト連邦から招聘を受けて現地指導を行ったほどであった。これは稼働率低下に悩むソ連が各国の車両修繕状況の調査を行い、日本の修繕体制が世界一と結論を出し、要望したものであった。全般検査に関しては先進国からも高く評価され、1930年代には6日で修繕が完了、その直後に仕業へつけるほどの最高水準を誇った。特にD51形は部分ごとの標準化やユニット化が重視され、このシステマチックな視点は国鉄80系電車から新幹線の開発でも大きく反映され鉄道システム工学の先駆けともいえる存在であった。日本の汽車は世界で最も安全で正確と言われるようになる。過剰とも言える整備への配慮は、戦中の酷使と戦後混乱期に効果を発揮している。蒸気機関車の稼働率は終戦時に70パーセントほどであり、D51形に至っては95パーセントの数値を記録した。

## 他種動力方式への移行
C61形・C62形が登場した1940年代後半、日本の鉄道は極端な石炭不足に悩まされた。炭質の低下もひどく、4000カロリーの石炭を積んでも石炭ガラばかり出るため不完全燃焼となり、2000カロリーほどしか出せなかった。当時の新聞には『泥炭焚いて一二両　のろのろ、徒歩も劣る速度』との見出しが書かれ、炭水車に上った機関助手が「石炭ではなく、泥じゃないか」と言う場面すら存在し、窮余の策として松根油も併用した。
稼働できる機関車に空きができると無断借用が公然と行われるようになり、1台見つけたら別の機関車がまた行方不明の繰り返しが続いた。蒸気機関車だけでなく電気機関車でも同じことが起き、昭和21年には機関車と機関士・機関助手を一組にして運用する、大正時代に逆戻りした運用をする次第だった。
1945年の車両在籍数は蒸気機関車5899両（形式40）、電気機関車296両と輸送の主力は蒸気機関車であることは明らかであった。石炭の不足と質の低下を補うため、主要幹線などの電化を行ったが、全体の電化率は10%程度で、依然蒸気機関車が輸送の主役といえた。そのため1950年代に入ってからC63形の製造が計画されたこともあるが、後述の経緯で実現をみることなく、1948年（昭和23年）にE10形5両が製造されたのを最後に国鉄における蒸気機関車製造は終了した。のちにDF50形の価格の高さから
蒸気機関車の再生産も話題に上がったが国産ディーゼル機関車の開発が決定している。
C62形は、1954年（昭和29年）に東海道本線木曽川橋梁上で、129 km/hという「狭軌鉄道における蒸気機関車の速度記録」、狭軌鉄道の当時最速記録を樹立した。これはピン結合トラスという古い型のトラス橋が、将来的な高速運転に耐え得るかを確認するための、一連の速度試験で得られたもので、さまざまな制約からC62形単機での走行という、特殊な状況下で成立したものであった。鉄橋までは10 ‰の勾配とわずかにカーブがあり、スピードを出す条件としては最悪であったことに加え、鉄橋上の通過後にブレーキをかけることになっていたため、まだC62形に余力が残された状態での記録であった。10 ‰勾配と曲線を超え木曽川橋梁から岐阜へ向かえば140 km/hは出せていた。C62形の営業列車で120 ㎞/h以上（速度計の数値は120 ㎞/hまでしか書かれていない）の速度を出す機関士もおり、他の機種でも戦時中の若い機関士を中心に客車を引っ張って129 km/h以上を出すこともあった。
1955年（昭和30年）の国際鉄道連合の調査で勾配や曲線が多い、都市が多く駅間距離が短い、線路数が少なく退避回数が多いと致命的な点がありながら、蒸気機関車の使用効率は第1位で2位以下を大きく引き離していることが判明したが、電気機関車は5位であった
1959年（昭和34年）に「動力近代化計画」が答申される。これには、「昭和35年度から50年度までに主要線区5,000 kmの電化と、その他の線区のディーゼル化を行い、蒸気機関車の運転を全廃すべきである。そして、投資額は電化施設955億円、車両関連施設その他765億円（電化費338億円、ディーゼル化費427億円）、車両3145億円（電化費1420億円、ディーゼル化費427億円）で合計4865億円としている」とある。この背景に151系や101系に代表される1957年（昭和32年）以降の新性能電車の登場や、液体式変速機の実用化で1953年（昭和28年）のキハ10系以降、長大編成運転可能となった気動車の台頭なども挙げられる。
無煙化計画は、まず明治・大正時代に製造された古参の機関車と幹線用の大型機関車から始まり、次いで地方線区と支線区の中・小型機関車を置き換えていった。特に東海道・山陽本線の電化は早期に進められたため、両線で使用されている大型機関車は早期に余剰となったが、車体寸法や軸重の問題で転用が困難で、一部が呉線・函館本線などの非電化の幹線に転用されたり軽軸重化改装を施されて他の路線に転用されたりしたほかは早々に第一線を退いていった。
1960年（昭和35年）に輸送力増強と近代化のため電化・ディーゼル化を推進する新5か年計画が策定される。無煙化を促進するため、軽軸重化改装を行わず大型機の転用は輸送事情による要望があったのみとされた。すなわちD51はD50・D60をC57はC55・C51を淘汰し、C59やC62、D52といった大型機はそのまま廃車する方針とした。
次いで1965年（昭和40年）に開始された第3次5か年計画では、昭和45年度までに非電化区間の旅客列車はディーゼル化による無煙化のをほぼ達成すること、形式別に蒸気機関車の廃止予定が立てられる。大型機（C60、C61、C62、D52、D62）と老朽機（D50、D60）は第3次5か年計画の前期に全廃、8620、C50、C55、9600はディーゼル化で後期に全廃とされた。
もっとも、国鉄内部では小型DLの導入に意欲的でない現状で9600形が予定通りDL化ができるか疑問の声もあり、軌道強化を行いC57やD51による置き換えも計画されたが簡易線が多いため膨大な費用がかかり、9600形を特別修繕して使い続けることになった。制式機関車が比較的早く置き換えられた中、構内入換用の蒸気機関車は、後年まで生き残った。DD13形では9600形の使われている貨物ヤードでの重作業は力不足であり、DD20形が試作されたものの失敗に終わった。本線用の機関車と比べて入れ替え用の機関車は無煙化による営業上のメリットが少ないため、大正時代に製造された8620形や9600形が使われ続けたが、1970年代に入ってDE10形などの入換用のディーゼル機関車が登場すると、次々と置き換えられていった。
小回りが利く小型機関車もDD16形などに代表される軽量ディーゼル機関車の登場により、存在価値を失った。
電化とディーゼル化が軌道に乗ると、昭和46年からD51は毎年300両以上が廃車されるようになり昭和49年末までに全廃する計画が立てられた。
出来るだけ蒸気機関車に修繕を施し物理的耐用年数の30年から40年（経済的耐用年数は25年）を過ぎて無煙化を行う方針に対し、新造から10年前後の蒸気機関車を大量に廃車してディーゼル機関車に置き換えたアメリカを羨む声もあった。

## 実用機関車の終焉
次第に数を減らした蒸気機関車は1974年（昭和49年）11月に本州から、1975年（昭和50年）3月に九州から相次いで姿を消す（四国からはこのとき既に消滅）。この時点で大半の形式が消滅し北海道にC57形・D51形・9600形の3形式が残るのみとなる。この3形式による北海道内のローカル運用や石炭列車、入替仕業が最後の蒸気機関車運用となった。
そして1975年（昭和50年）12月14日、「さようならSL」のヘッドマークを掲げたC57 135による室蘭本線室蘭 - 岩見沢間の225列車が運行され、蒸気機関車牽引の定期旅客列車は姿を消した。このC57 135は年明けの1976年（昭和51年）5月に東京の交通博物館に回送・陸送され保存された（2007年〈平成19年〉10月からは交通博物館に代わって開館した鉄道博物館に保存されている）。C57 135による225列車運行の10日後の12月24日に夕張線（現・石勝線）でD51 241による石炭列車が運行され、本線上から蒸気機関車が消滅、年が明けた1976年（昭和51年）3月2日に追分機関区の9600形による入換え仕業を最後に、保存目的の車両（梅小路蒸気機関車館〈現・京都鉄道博物館〉所属の車籍を有する保存機）を除いて国鉄から蒸気機関車は姿を消した。
民営鉄道でも保存・観光目的のものを除き同時期に蒸気機関車は姿を消し、専用鉄道でも1982年（昭和57年）の室蘭市における鉄原コークスを最後に、蒸気機関車の使用は終了している。

## 最新の国産蒸気機関車
日本における営業用としての蒸気機関車は幕を閉じたわけだが、その後になって、なお日本製の蒸気機関車が新たに登場している。
1983年（昭和58年）に開園した東京ディズニーランドのアトラクション「ウエスタンリバー鉄道」用に、協三工業が1Bテンダー機関車3両を製造した（のちに1両を追加）。燃料は重油（後に灯油焚きに変更）専燃である。テーマパークのアトラクションではあるが、日本のものとしては珍しく本物の蒸気機関車を使用している。

## 保存の試み

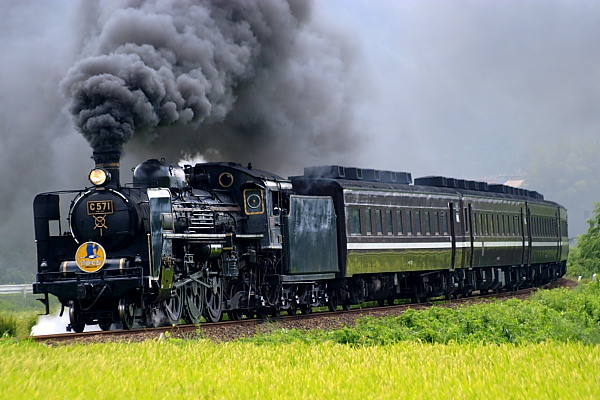
JR西日本C57 1「SLやまぐち号」

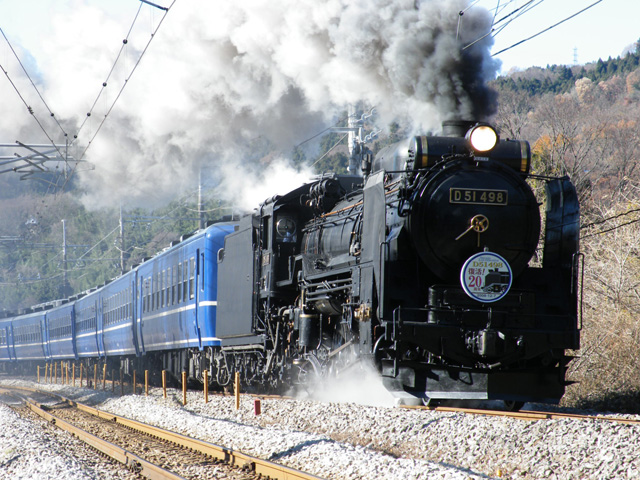
JR東日本D51 498「SL奥利根号」（現・「SLぐんま みなかみ」）

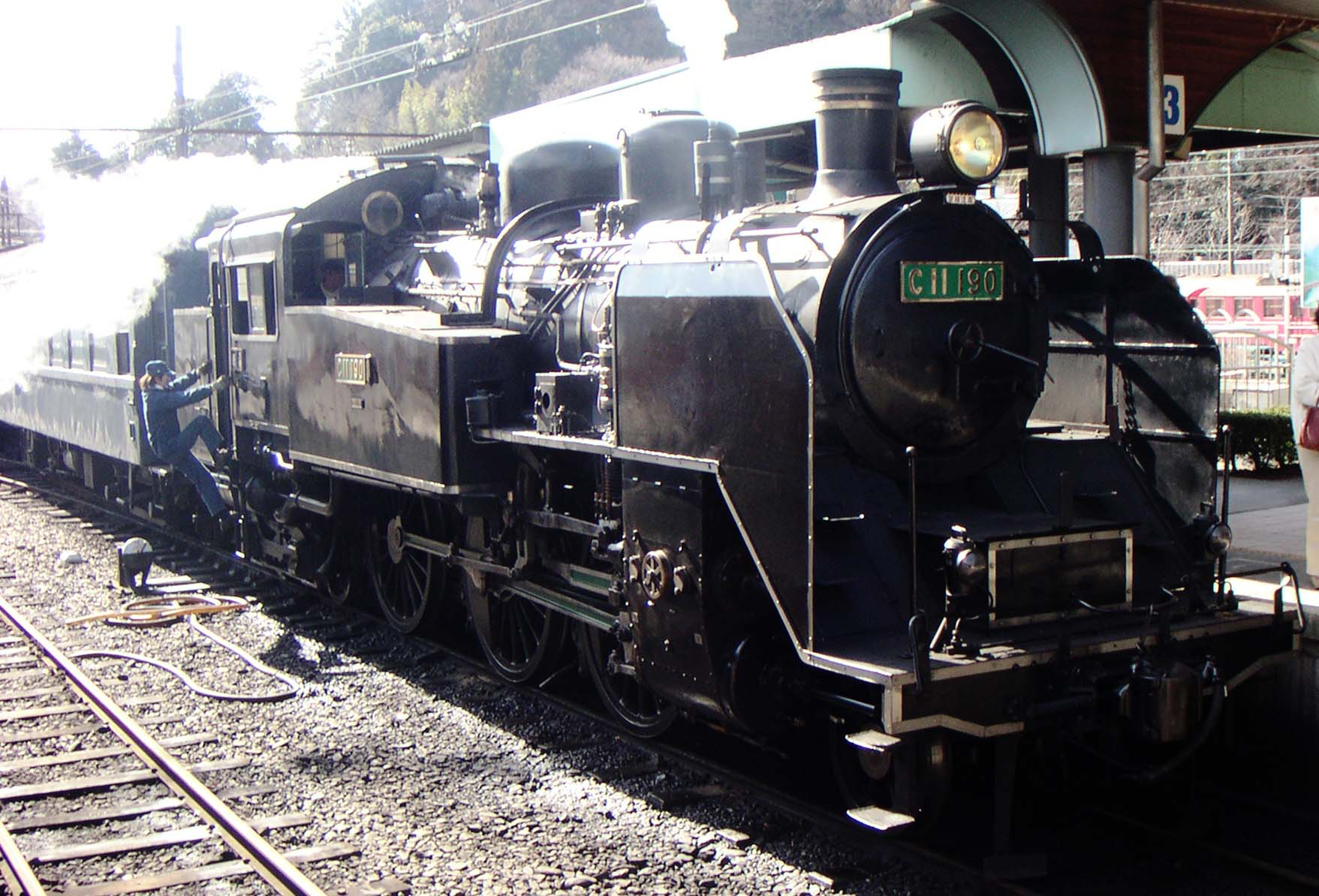
大井川鐵道C11 190「かわね路号」

こうして姿を消していった蒸気機関車だが、蒸気機関車を近代産業遺産として保存する動きも出てくるようになる。また、姿を消していく蒸気機関車を追うように1970年代前半に全国でSLブームが起こり、函館本線目名 - 上目名間（現・廃止）や伯備線布原信号場（現・布原駅）などに代表される撮影ポイントに多くのファンが押し寄せるようになり、まったく鉄道に興味のない人まで蒸気機関車を追いかけるようになったのである。そしてこうした動きを受け、ついに保存活動に動き出す。そのはしりとなったのが、1970年（昭和45年）8月に大井川鉄道（現・大井川鐵道）が西濃鉄道から2109（2100形）を譲り受け、同年11月に千頭 - 川根両国間で開始した動態保存運転である。その後クラウス15, 17や1275（1275形）などの動態保存運転も行った同社は、国鉄から蒸気機関車が消滅した1976年（昭和51年）7月9日、ついに蒸気機関車の本線復活運転を開始した。これが、C11 227による「かわね路号」である。この復活蒸気機関車運転は大人気を博し、その後はC56 44を含む蒸気機関車を動態復元し、現在も実施しているほか、1987年（昭和62年）には、同じく文化遺産保護活動を行う日本ナショナルトラストが購入したC12 164も動態復元した。
一方、国鉄も1972年（昭和47年）の鉄道100年を契機に蒸気機関車の恒久的な動態保存に乗り出し、同年10月に京都駅近くに梅小路蒸気機関車館を開館する。開館当初は16形式17両のうち15両に車籍があり、13両が有火状態であった。この保存機を用いて東海道本線など都市近郊での運転実施が計画され、開館直後から1974年（昭和49年）までC61形やC62形を用いた「SL白鷺号」が京都 - 姫路間に行楽シーズンに運行されている。しかし、その後労使問題の深刻化などの理由から保存運転は中断され、その間に営業用の蒸気機関車が姿を消すこととなった。
財政悪化が深刻化していた国鉄は、営業用蒸気機関車の全廃という状況を受け、中断していた保存蒸気機関車の運転再開を計画した。前回同様、運行線区として東海道本線など都市近郊での実施を予定していたが、1976年（昭和51年）9月4日に「京阪100年号」として京都 - 大阪間で蒸気機関車の運転を行った際、鉄道撮影を行う観客のマナーの悪さから小学生が機関車に接触して死亡するという事態になった（詳しくは京阪100年号事故を参照）こともあり断念、地方線区での恒久的実施に方針を切り替えた。これに関しては、北海道の湧網線（現・廃止）なども運行路線の候補に上げられたが、新幹線に接続し、観光地も多い山口線に白羽の矢が立った。そして1979年（昭和54年）8月1日、国鉄復活蒸気機関車第1号となるC57 1による「SLやまぐち号」が運行を開始した。その後、蒸気機関車復活運転計画は国鉄再建の影響もあってか進行せず、結局国鉄時代は同列車が唯一のものとなってしまったが、1987年（昭和62年）の国鉄分割民営化によって一気に加速する。さらに民鉄でも蒸気機関車復活運転が次々と行われるようになった。そして国鉄線上から蒸気機関車が消滅してから30年以上が経過した現在、各地で蒸気機関車復活運転が行われている。

### 問題点
日本の蒸気機関車の動態保存は数は多いが、いずれもC11形やそれ以下の小型機に集中している。小型機関車の方が、保存維持にコスト・手間がかからないためである。
産業遺産に理解がある国では、保存鉄道や動態保存機など文化財として保存する蒸気機関車の維持管理に政府の支援や民間のボランティア活動が盛んであったりする。列車の運転に際しても、乗客がいわゆる寄付金を高額でも払って乗車するというケースが多い。撮影を目的に自動車で追いかけるファンも、その趣旨に賛同してカンパを行う例もある。
対して日本では、イベント列車に対する切符の販売は良好なものの、これらを政府が積極的支援することに国民の理解が少ない。また鉄道ファンについても（蒸気機関車に限らず）動態保存の要求をしながら、維持管理や支出といった活動については消極的で、俗に言う『口は出しても金は出さない』姿勢が非常に強くみられ、自身を誇示すべく偏見と思い込みで機関車や技術者を貶める著者やそれに加担する出版社・編集者の存在も問題視されている。
2016年（平成28年）現在、地方自治体（埼玉県）が所有しているC58 363と、非営利団体である日本ナショナルトラストが所有しているC12 164を除き、動態保存の蒸気機関車は各保有企業が自力で維持費を捻出している。また前記の2者もそれぞれJR東日本、大井川鐵道がその維持管理を請け負うなど多大な助力をしている。
先進国の中でも日本は、例外的な程に産業遺産の重要度に対する認識が低いとの指摘があり、例として「狭軌最大にして最速」のタイトルをもつC62形の唯一の本線稼動機であったC62 3が資金難から運用終了となってしまったことや、静態保存を謳いながらも実質放置されて朽ちかけていたり、保存後に解体処分されたものが多いことがあげられる。